# Herzberg-Potjan-Gebauer-Syndrom
Das Herzberg-Potjan-Gebauer-Syndrom ist eine seltene Hautveränderung im Rahmen einer paraneoplastischen Erkrankung bei metastasierenden Karzinomen innerer Organe, bei der unvermittelt die Lanugohaare (Achselhaare und Schamhaare) zu wachsen beginnen.
Synonyme sind: Hypertrichosis lanuginosa acquisita, Hypertrichose-Paraneoplasie-Syndrom, erworbene Lanugo-Hypertrichose; Lanugo-Hypertrichose; englisch Malignant Down
Die Namensbezeichnung bezieht sich auf die Autoren der Erstbeschreibung aus dem Jahre 1968 durch die deutschen Ärzte J. J. Herzberg, K. Potjan und D. Gebauer.

## Pathologie
Der Mechanismus ist nicht geklärt, es wird ein „pilotroper Faktor“ bei Paraneoplasien (vor allem bei metastasierenden Karzinomen) vermutet.

## Klinische Erscheinungen
Klinische Kriterien sind:
- plötzlich einsetzende Hypertrichose, auch an sonst unbehaarten Stellen mit fellartiger Ausprägung
- Überlänge der Haare bis zu 15 cm

Hinzu kann eine begleitende Hypertrophie der Zungenpapillen kommen.

## Differentialdiagnostik
Abzugrenzen sind Hypertrichosis lanuginosa congenita und Hypertrichose bei Porphyria cutanea tarda.

## Therapie
Die Behandlung richtet sich gegen das zugrunde liegende Malignom.